# Valerij Brošin
Valerij Brošin (rusky Валерий Викторович Брошин; 19. října 1962 Leningrad – 5. března 2009 Moskva) byl turkmenský fotbalový záložník, který reprezentoval někdejší Sovětský svaz a po jeho rozpadu Turkmenistán. Zemřel 5. března 2009 ve věku 46 let na rakovinu.

## Fotbalová kariéra
V nejvyšší soutěži Sovětského svazu hrál za Zenit Leningrad a CSKA Moskva. Získal 2 mistrovské tituly a jednou vyhrál pohár. Dále hrál za KuPS Kuopio, CD Badajoz, Hapoel Kfar Saba, Maccabi Petah Tikva FC, FK Köpetdag Ašchabad, FK SKA Rostov na Donu, Nika Moskva a FK Homel. V Poháru vítězů pohárů nastoupil v 4 utkáních a v Poháru UEFA nastoupil ve 2 utkáních. Za reprezentaci Sovětského svazu nastoupil v letech 1987–1990 ve 3 utkáních. Byl členem reprezentace Sovětského svazu na Mistrovství světa ve fotbale 1990, ale v utkání nenastoupil. Později v letech 1997–1998 reprezentoval Turkmenistán, nastoupil v 11 utkáních a dal 1 gól.

## Ligová bilance
| Ročník                                | Zápasy | Góly | Klub                   |
| ------------------------------------- | ------ | ---- | ---------------------- |
| Sovětská fotbalová Vysšaja liga 1980  | 8      | 1    | Zenit Leningrad        |
| Sovětská fotbalová Vysšaja liga 1981  | 280    | 2    | Zenit Leningrad        |
| Sovětská fotbalová Vysšaja liga 1982  | 154    | 1    | Zenit Leningrad        |
| Sovětská fotbalová Vysšaja liga 1983  | 22     | 0    | Zenit Leningrad        |
| Sovětská fotbalová Vysšaja liga 1984  | 32     | 4    | Zenit Leningrad        |
| Sovětská fotbalová Vysšaja liga 1985  | 2      | 0    | Zenit Leningrad        |
| Sovětská fotbalová Pervaja liga 1986  | 22     | 3    | CSKA Moskva            |
| Sovětská fotbalová Vysšaja liga 1987  | 23     | 4    | CSKA Moskva            |
| Sovětská fotbalová Pervaja liga 1988  | 35     | 7    | CSKA Moskva            |
| Sovětská fotbalová Pervaja liga 1989  | 42     | 11   | CSKA Moskva            |
| Sovětská fotbalová Vysšaja liga 1990  | 24     | 5    | CSKA Moskva            |
| Sovětská fotbalová Vysšaja liga 1991  | 30     | 4    | CSKA Moskva            |
| 1. finská fotbalová liga 1992         | 20     | 5    | KuPS Kuopio            |
| 2. španělská fotbalová liga 1992/93   | 16     | 3    | CD Badajoz             |
| Ruská Premier Liga 1993               | 6      | 2    | CSKA Moskva            |
| 1. izraelská fotbalová liga 1993/94   | 7      | 0    | Hapoel Kfar Saba       |
| 1. izraelská fotbalová liga 1993/94   | 6      | 0    | Maccabi Petah Tikva FC |
| Ruská Premier Liga 1994               | 22     | 3    | CSKA Moskva            |
| 2. ruská fotbalová liga 1995          | 10     | 0    | Zenit Leningrad        |
| 1. turkmenská fotbalová liga 1996     | -      | -    | FK Köpetdag Ašchabad   |
| 1. turkmenská fotbalová liga 1997/98  | -      | -    | FK Köpetdag Ašchabad   |
| 1. turkmenská fotbalová liga 1998/99  | -      | -    | FK Köpetdag Ašchabad   |
| 3. ruská fotbalová liga 1999          | 14     | 1    | FK SKA Rostov na Donu  |
| 4. ruská fotbalová liga 2000          | -      | -    | Nika Moskva            |
| Běloruská fotbalová Vysšaja liga 2001 | 23     | 2    | FK Homel               |
| CELKEM 1. liga                        | 370    | 0    |                        |